# Избори за посланике у Савезну скупштину СРЈ 2000.
Избори за посланике у Савезну скупштину СРЈ 2000 су одржани 24. септембра 2000.
Од 6.833.738 грађана СРЈ уписаних у бирачки списак, на изборе је изашло 4.885.337 (71,49%) и то: у Србији је гласало 4.759.030 бирача од 6.395.862 уписана (74,41%), а у Црној Гори 126.307 од 437.876 (28,85% што је драстично мања излазност због бојкота ДПС-а Мила Ђукановића).
Савезна скупштина СРЈ је имала два дома, Веће грађана и Веће република. У Веће грађана се бирало 138 савезних посланика и то 108 из Србије и 30 из Црне Горе, а из законом утврђених изборних јединица по већинском принципу, док се у Веће република бирало 40 савезних посланика, по 20 из сваке републике, према пропорционалном принципу уз цензус од 5%.
Након ових избора Милошевићева коалиција СПС - ЈУЛ је побеђена док су савезну владу формирали ДОС и СНП.

## Коначни резултати

### Веће грађана
| Странка                                                                                      | Гласови   | %     | Мандати |
| -------------------------------------------------------------------------------------------- | --------- | ----- | ------- |
| Демократска опозиција Србије                                                                 | 2.040.646 | 41,90 | 58      |
| Социјалистичка партија Србије - Југословенска левица                                         | 1.532.841 | 31,48 | 44      |
| Српска радикална странка                                                                     | 406.196   | 8,34  | 5       |
| Српски покрет обнове                                                                         | 238.343   | 4,89  | 0       |
| Социјалистичка народна партија Црне Горе                                                     | 104.198   | 2,14  | 28      |
| Савез војвођанских Мађара                                                                    | 47.768    | 0,98  | 1       |
| Листа за Санџак                                                                              | 35.821    | 0,73  | 0       |
| Нова комунистичка партија Југославије                                                        | 35.742    | 0,73  | 0       |
| Демократска странка војвођанских Мађара                                                      | 35.585    | 0,73  | 0       |
| Радикална странка левице „Никола Пашић”                                                      | 35.107    | 0,72  | 0       |
| Странка српског јединства                                                                    | 33.680    | 0,69  | 0       |
| Радикална странка Србије                                                                     | 22.829    | 0,47  | 0       |
| Раднички покрет                                                                              | 12.192    | 0,25  | 0       |
| Српска народна странка                                                                       | 8.048     | 0,16  | 2       |
| Савез грађана Суботице - Војвођанска опозиција                                               | 7.176     | 0,15  | 0       |
| Коалиција „Народни покрет за Санџак”                                                         | 6.574     | 0,13  | 0       |
| Група грађана - За богату и лепшу Србију                                                     | 6.282     | 0,13  | 0       |
| Коалиција „Народни покрет Санџака”                                                           | 5.265     | 0,11  | 0       |
| Југословенски комунисти                                                                      | 5.105     | 0,10  | 0       |
| Коалиција „Војводина за Југославију”                                                         | 4.614     | 0,09  | 0       |
| ДЕМОС - Покрет за Европу                                                                     | 4.182     | 0,08  | 0       |
| „Савез за мир” - Сокољ Ћусе                                                                  | 3.603     | 0,07  | 0       |
| Партија природног закона - Бранко Чичић                                                      | 2.977     | 0,06  | 0       |
| Еколошка странка Војводине                                                                   | 2.888     | 0,05  | 0       |
| Савез комуниста Југославије у Србији - Комунисти Суботице                                    | 2.278     | 0,04  | 0       |
| Група грађана Радомир Павловић Сисевац                                                       | 2.380     | 0,04  | 0       |
| „Савез за мир” (Косовска демократска иницијатива и Реформска партија Албанаца) - Фаик Јашари | 2.212     | 0,04  | 0       |
| Радикали Србије                                                                              | 2.054     | 0,04  | 0       |
| Савез комуниста Југославије - Комунисти Црне Горе                                            | 1.946     | 0,03  | 0       |
| Југословенска левица за Црну Гору                                                            | 1.627     | 0,03  | 0       |
| Партија природног закона - Јожеф Виола                                                       | 1.260     | 0,02  | 0       |
| Странка девизних штедиша Црне Горе - Херцег Нови                                             | 964       | 0,01  | 0       |
| Неважећи                                                                                     | 211.981   | 4,35  | -       |
| Укупно/Излазност                                                                             | 4.869.716 | 71,29 | 138     |
| Извори:                                                                                      |           |       |         |

### Веће република
| Странка                                              | Гласови   | %     | Мандати |
| ---------------------------------------------------- | --------- | ----- | ------- |
| Демократска опозиција Србије                         | 2.092.799 | 42,84 | 10      |
| Социјалистичка партија Србије - Југословенска левица | 1.479.583 | 30,29 | 7       |
| Српска радикална странка                             | 478.406   | 9,79  | 2       |
| Српски покрет обнове                                 | 281.153   | 5,76  | 1       |
| Социјалистичка народна партија Црне Горе             | 103.425   | 2,12  | 19      |
| Партија природног закона                             | 102.062   | 2,09  | 0       |
| Радикална странка левице „Никола Пашић”              | 98.922    | 2,02  | 0       |
| Српска народна странка                               | 9.494     | 0,20  | 1       |
| Југословенска левица за Црну Гору                    | 1.928     | 0,04  | 0       |
| Савез комуниста Југославије - Комунисти Црне Горе    | 1.243     | 0,02  | 0       |
| Странка девизних штедиша Црне Горе - Херцег Нови     | 1.025     | 0,02  | 0       |
| Југословенски комунисти                              | 797       | 0,02  | 0       |
| Српска странка                                       | 698       | 0,01  | 0       |
| Неважећи                                             | 228.151   | 4,67  | -       |
| Укупно/Излазност                                     | 4.885.337 | 71,49 | 40      |
| Извори:                                              |           |       |         |

## Коначни резултати који су одлуком савезног уставног суда поништени

### Веће грађана
| Странка                                                                                      | Гласови   | %     | Мандати |
| -------------------------------------------------------------------------------------------- | --------- | ----- | ------- |
| Демократска опозиција Србије                                                                 | 2.044.580 | 40,90 | 56      |
| Социјалистичка партија Србије - Југословенска левица                                         | 1.631.483 | 32,64 | 46      |
| Српска радикална странка                                                                     | 413.174   | 8,26  | 4       |
| Српски покрет обнове                                                                         | 240.243   | 4,81  | 0       |
| Социјалистичка народна партија Црне Горе                                                     | 104.198   | 2,08  | 28      |
| Савез војвођанских Мађара                                                                    | 47.768    | 0,95  | 1       |
| Листа за Санџак                                                                              | 35.821    | 0,72  | 0       |
| Нова комунистичка партија Југославије                                                        | 35.740    | 0,71  | 0       |
| Демократска странка војвођанских Мађара                                                      | 35.582    | 0,71  | 0       |
| Радикална странка левице „Никола Пашић”                                                      | 35.021    | 0,70  | 0       |
| Странка српског јединства                                                                    | 33.162    | 0,66  | 0       |
| „Савез за мир” - Сокољ Ћусе                                                                  | 23.829    | 0,48  | 1       |
| Радикална странка Србије                                                                     | 22.820    | 0,46  | 0       |
| Раднички покрет                                                                              | 12.192    | 0,24  | 0       |
| Српска народна странка                                                                       | 8.048     | 0,16  | 2       |
| Савез грађана Суботице - Војвођанска опозиција                                               | 7.176     | 0,14  | 0       |
| Коалиција „Народни покрет за Санџак”                                                         | 6.574     | 0,13  | 0       |
| Група грађана - За богату и лепшу Србију                                                     | 6.282     | 0,12  | 0       |
| Коалиција „Народни покрет Санџака”                                                           | 5.265     | 0,10  | 0       |
| Југословенски комунисти                                                                      | 5.105     | 0,10  | 0       |
| Коалиција „Војводина за Југославију”                                                         | 4.614     | 0,09  | 0       |
| ДЕМОС - Покрет за Европу                                                                     | 4.182     | 0,08  | 0       |
| „Савез за мир” (Косовска демократска иницијатива и Реформска партија Албанаца) - Фаик Јашари | 3.237     | 0,06  | 0       |
| Партија природног закона - Бранко Чичић                                                      | 2.977     | 0,06  | 0       |
| Еколошка странка Војводине                                                                   | 2.888     | 0,05  | 0       |
| Савез комуниста Југославије у Србији - Комунисти Суботице                                    | 2.278     | 0,04  | 0       |
| Група грађана Радомир Павловић Сисевац                                                       | 2.239     | 0,04  | 0       |
| Радикали Србије                                                                              | 2.054     | 0,04  | 0       |
| Савез комуниста Југославије - Комунисти Црне Горе                                            | 1.946     | 0,04  | 0       |
| Југословенска левица за Црну Гору                                                            | 1.627     | 0,03  | 0       |
| Партија природног закона - Јожеф Виола                                                       | 1.260     | 0,02  | 0       |
| Странка девизних штедиша Црне Горе - Херцег Нови                                             | 964       | 0,02  | 0       |
| Неважећи                                                                                     | 214.467   | 4,29  | -       |
| Укупно/Излазност                                                                             | 5.003.640 | 69,33 | 138     |
| Извори:                                                                                      |           |       |         |